# قد مرقش
قد مرقش (الاسم العلمي: Cottus bairdii) (بالإنجليزية: mottled sculpin)‏ هو نوع من الأسماك يتبع جنس القد من الفصيلة القديات.